# Anàlisi musical
Es diu anàlisi musical a la disciplina que estudia les diferents obres musicals, des de l'aspecte de la forma, estructura interna, tècniques de composició, o sobre la relació entre aquests aspectes i qüestions interpretatives, narratives i dramàtiques. És un camp de la teoria de la música, l'especialitat és la més recent: de fet, el seu naixement com a disciplina autònoma es remunta aproximadament a la segona meitat del segle xix. L'anàlisi musical és variat i depèn molt dels diferents gèneres musicals que existeixen.

## Objectius
Anàlisi és interpretació, de manera que aquesta interpretació analítica és hermenèutica (tècnica o mètode d'interpretació de textos), en tant que deriva de l'estudi meticulós regit per conceptes i especulacions personals que solen ser més instintives que conscients, i d'altra banda és formalista, és a dir que aplica tota una gamma de teories sobre la música, tècniques d'anàlisi i procediments compositius que mereixen ser escoltats per dret propi.

## Història
Si bé abans de segle xix no hi havia una sistematització teòrica de tècniques d'anàlisi, el material sobre teoria musical era abundant. Des dels temps de Plató, Aristòtil, Aristoxen de Tàrent i altres pensadors grecs de l'antiguitat, passant per filòsofs medievals com Boeci, fins a arribar als escriptors de començaments del Renaixement, l'especulació sobre la força espiritual i psicològica de la música va portar amb si un consistent interès per l'estudi del so com a fenomen acústic natural a disposició de l'ésser humà per a la seva manipulació creativa. Cap a finals de segle xv, amb l'assimilació del concepte de compositor com algú que escrivia música per ser interpretada per uns altres, i no com un mer intèrpret de les seves pròpies obres, hi va haver entre els teòrics una creixent tendència a discutir sobre composicions específiques i els seus creadors.
La teoria clàssica de la música va trobar en Descartes, qui comprèn l'audició en termes analítics, incloent-hi a l'escolta com un subjecte que «simultàniament percep, avalua com i què percep i transforma el que percep en una mena de producte final del coneixement». Aquí apareix per primera vegada, una teoria de l'escolta racional que troba la possibilitat cognitiva de la música en separar el subjecte que percep del so percebut, que opera en percebre i comprendre les proporcions de les parts de la música, comprenent-com signes en un discurs.
Eventualment, va ser relativament curt el pas entre l'anàlisi crítica i tècnic de compositors, plasmat en els tractats de Tinctoris, Glarean i Zarlino anteriors al segle xvi, i els primers treballs d'anàlisi genuí, com l'estudi de Burmeister sobre el caràcter retòric del motet de Lassus In em transierunt (1606). Però va ser molts anys després, que l'anàlisi va passar de ser un mètode pràctic per a l'ensenyament de la composició, com s'aprecia en els tractats de Kirnberger i Koch de finals de segle xviii, a un estudi amb suport tècnic i motivat essencialment per l'admiració de l'obra en qüestió. De fet, assajos com el de E.T.A. Hoffmann sobre la Cinquena simfonia de Beethoven (1809-1810), o l'estudi de Schumann sobre la Symphonie fantastique (1835) de Berlioz, per sobre de tota intenció pedagògica, són una finestra oberta als misteris i reptes plasmats pel geni creador en el seu moment més imaginatiu i impertorbable.
De segle xix en endavant, els escrits crítics i tècnics van tendir a vincular estretament, al mateix temps que l'ensenyament acadèmic donava més importància als procediments compositius de les obres mestres que eren codificats i imitats pels estudiants, pocs dels quals aspiraven a assolir un grau de mestratge comparable. Cap a finals de segle xix i començaments de l'XX, Arnold Schoenberg i Heinrich Schenker, radicats a Viena, van començar a produir una sèrie d'obres teòriques en les quals revelaven una diferent i contrastant perspectiva de l'anàlisi en l'ensenyament de la composició i l'apreciació crítica. Entre tots dos van establir temes centrals d'anàlisi musical, la transcendència segueix vigent.

## Classificacions
Diverses classificacions podem trobar dins de l'anàlisi musical així com metodologies aplicades. A més de l'anàlisi formal, l'anàlisi harmònica, melòdica i rítmic són expressions de les formes més bàsiques i conegudes dins del camp analític de la música.
En aquest sentit, les teories de Jean-Philippe Rameau i Hugo Riemann són algunes d'elles i les que més han estat difoses, amb molts seguidors, però també detractors.
Per l'altre costat, Heinrich Schenker, exposa tot un sistema d'anàlisi (Anàlisi Schenkeriano), que inclou tècniques musicals diverses combinades amb un model orgànic de la direcció de la música. Diversos compositors i teòrics del segle XX han dissenyat els seus propis models d'anàlisi, en molts casos, basats en anteriors, i en general enquadrats dins de la música tonal.
Arnold Schönberg, inclou en els seus llibres les més diverses formes d'introducció harmònica i formal, per preparar a l'alumne a l'emancipació de la dissonància i saltar a una composició lliure dels lligams del sistema tonal.
Paul Hindemith, si "The Craft of Musical Composition" exposa una elaboració analítica de la gènesi dels acords i les seves derivacions a partir de la sèrie d'harmònics, sense importar el sistema musical organizativo.
Finalment, la teoria dels grups, derivada dels principis matemàtics de la "set theory", desenvolupa un mètode per identificar tota mena possible d'agrupació de tons i intervals classificats (en anglès, class) sense referència a funcions triàdiques o tonals, reduint el nombre total de grups o "sets" a una quantitat manejable, amb la possibilitat de relacionar certs grups aparentment diferents dins d'un mateix grup bàsic o "forma primària". La figura decisiva en el desenvolupament d'aquest mètode analític va ser Milton Babbitt. L'any 1973 va ser Allen Forte qui publica la primera llista exhaustiva de les seves possibilitats analíticas.
És clar que l'evolució de la psicologia cognitiva durant la segona meitat de segle xx, va diversificar encara més les noves definicions sobre la manera i el grau en què els processos i patrons de transformació musical poden ser percebuts pels oients.